# Zinédine Hameur-Lain
Zinédine Hameur-Lain (ur. 26 maja 1986 w Oranie) – francuski kick-boxer oraz zawodnik muay thai algierskiego pochodzenia, mistrz świata WBC Muay Thai (2017) oraz mistrz Europy WAKO Pro (2008). Od 2015 związany z GLORY, gdzie w 2016 wygrał turniej Glory Light Heavyweight Contender Tournament.

## Osiągnięcia
- 2008: mistrz Europy WAKO Pro w wadze junior ciężkiej w formule low kick
- 2009: mistrz Europy WPMF w formule muay thai[6]
- 2010: Fight For Peace – finalista turnieju wagi ciężkiej
- 2012: Profight Karate Tournament – 1. miejsce w wadze junior ciężkiej[7]
- 2012: Tatneft Arena – półfinalista turnieju w kat. +91 kg
- 2014: mistrz ICO Japan Kickboxing w wadze -93 kg[8]
- 2015: mistrz Emperor Chok Dee w wadze -95 kg[9]
- 2016: Glory Light Heavyweight Contender Tournament – 1. miejsce w turnieju wagi półciężkiej
- 2017: mistrz świata WBC Muayhai w wadze super junior ciężkiej (-95 kg)
- 2017: Glory Light Heavyweight Contender Tournament – finalista turnieju wagi półciężkiej